# Rushmi Chakravarthi
Rushmi Chakravarthi (Telugu: రుష్మి చక్రవర్తి; Haiderabad, 9 oktober 1977) is een tennisspeelster uit India.
Chakravarthi kwam tussen 2002 en 2010 driemaal uit op de Aziatische Spelen. 
In 2012 speelde ze met Sania Mirza op de Olympische Spelen in het damesdubbelspel, waar zij in de eerste ronde werden uitgeschakeld.
Sinds 1994 kwam ze uit voor India op de Fed Cup.